# Mangghystaū Üstirti
Mangghystaū Üstirti är en platå i Kazakstan. Den ligger i oblystet Mangghystau, i den västra delen av landet, 1 700 km sydväst om huvudstaden Astana.